# Долгий Луг (Ярославская область)
Долгий Луг — деревня Арефинского сельского поселения Рыбинского района Ярославской области. На 1 января 2007 года в деревне Долгий Луг не числилось постоянных жителей .

## История
Деревня Долгой Лугъ обозначена на плане Генерального межевания Рыбинского уезда 1792 года.

## География
Деревня расположена на небольшом поле, окружённом лесами, к югу от центра сельского поселения села Арефино. На расстоянии около 1 км к северо-западу от Долгого Луга стоит деревня Ушаково, а на таком же расстоянии к юго-востоку — деревня Ивановское.

## Население
| 2007 | 2010 |
| ---- | ---- |
| 0    | →0   |

## Инфраструктура
Деревню обслуживает почтовое отделение, расположенное в деревне Ананьино .

## Транспорт
Проходит просёлочная дорога, которая в северо-западном направлении выходит к деревне Локтево, от которой на северо-восток по берегу ручья Пелевин до деревни Ананьино идёт дорога, основная магистраль связывающая этот район с внешним миром .